# Klimov TV2-117
TV2-117 là loại động cơ tuốc bin trục do Cục thiết kế Isotov phát triển vào năm 1964 cho các loại máy bay trực thăng vận tải hạng trung như Mi-8 do Cục thiết kế Mil phát triển. Nó được xem là loại động cơ trực thăng phổ biến nhất thế giới và được sản xuất hàng loạt cho đến năm 1997.
Khoảng 23.000 động cơ đã được chế tạo để sử dụng trên các mẫu Mi-8 với tổng chung số giờ hoạt động của chúng là hơn 100 triệu. Klimov là hãng đảm nhận việc bảo trì và kéo dài thời gian sử dụng của các động cơ.

## Biến thể
Động cơ được lắp trên các chiếc Mi-8 dùng bởi hơn 50 nước trên khắp thế giới với các mẫu khác nhau vì thế động cơ được phát triển thành nhiều mẫu với các nâng cấp phù hợp với môi trường và tăng công suất.
- TV2-117A: Mẫu có một số nâng cấp so với mẫu cơ bản như thay lớp phủ mềm bằng lớp phủ cứng cho các phần tĩnh của động cơ.
- TV2-117AG: Mẫu sử dụng thép cacbon để hàn, có thể nâng cấp từ mẫu TV2-117A.
- TV2-117F: Mẫu thu nhỏ phần lớn kích thước để dùng trên Mi-8F được chứng nhận ở Nhật Bản theo tiêu chuẩn của Hoa Kỳ. Tính năng đặc biệt của nó là có thể tạo công suất vượt chuẩn giới hạn trong trường hợp khẩn cấp.
- TV2-117TG: Mẫu thử nghiệm với khả năng điều tiết nhiên liệu để sử dụng nhiều loại nhiên liệu khác nhau từ xăng đến khí hóa lỏng, dầu diesel, dầu hỏa... các loại nhiên liệu thích hợp và hiệu quả cho từng mùa khác nhau. Được sử dụng trên các chiếc Mi-8TG tại Bắc Cực hay những nơi có điều kiện thời tiết cực kỳ khắc nghiệt. Loại động cơ này hữu dụng nơi mà việc cung cấp nhiên liệu là cả một vấn đề và việc sử dụng hiệu quả loại nhiên liệu có sẵn tại chỗ là yêu cầu tất yếu.